# 段思英 (少将)
段思英（1917年6月—2007年12月25日），陕西延川人，中国人民解放军开国少将。中共九大代表、第五届全国人大代表。1935年，加共产主义青年团，同年参军并加入中国共产党。1955年，授大校，1961年，晋升少将。1949年起，历任贵州省军区镇远军分区副政治委员、铜仁分区政治委员兼铜仁地委书记、中国人民解放军第49师政治委员、贵州省军区政治部主任、昆明军区政治部副主任、第13军政治委员。1950年代，参加西南剿匪等战斗。文化大革命期间参加“支左”，任云南省革命委员会常务委员、昆明市革命委员会主任。1968年12月至1969年3月，任中国共产党重庆市党的核心小组组长。1969年3月至1972年9月间，任成都军区政治部主任。1970年5月至1977年12月间任成都军区副政治委员。后调至兰州军区，于1977年12月至1983年5月间，任兰州军区副政治委员。1983年5月起，被批准离开领导岗位，任为兰州军区顾问。2007年在西安逝世。